# 24 ore su 24

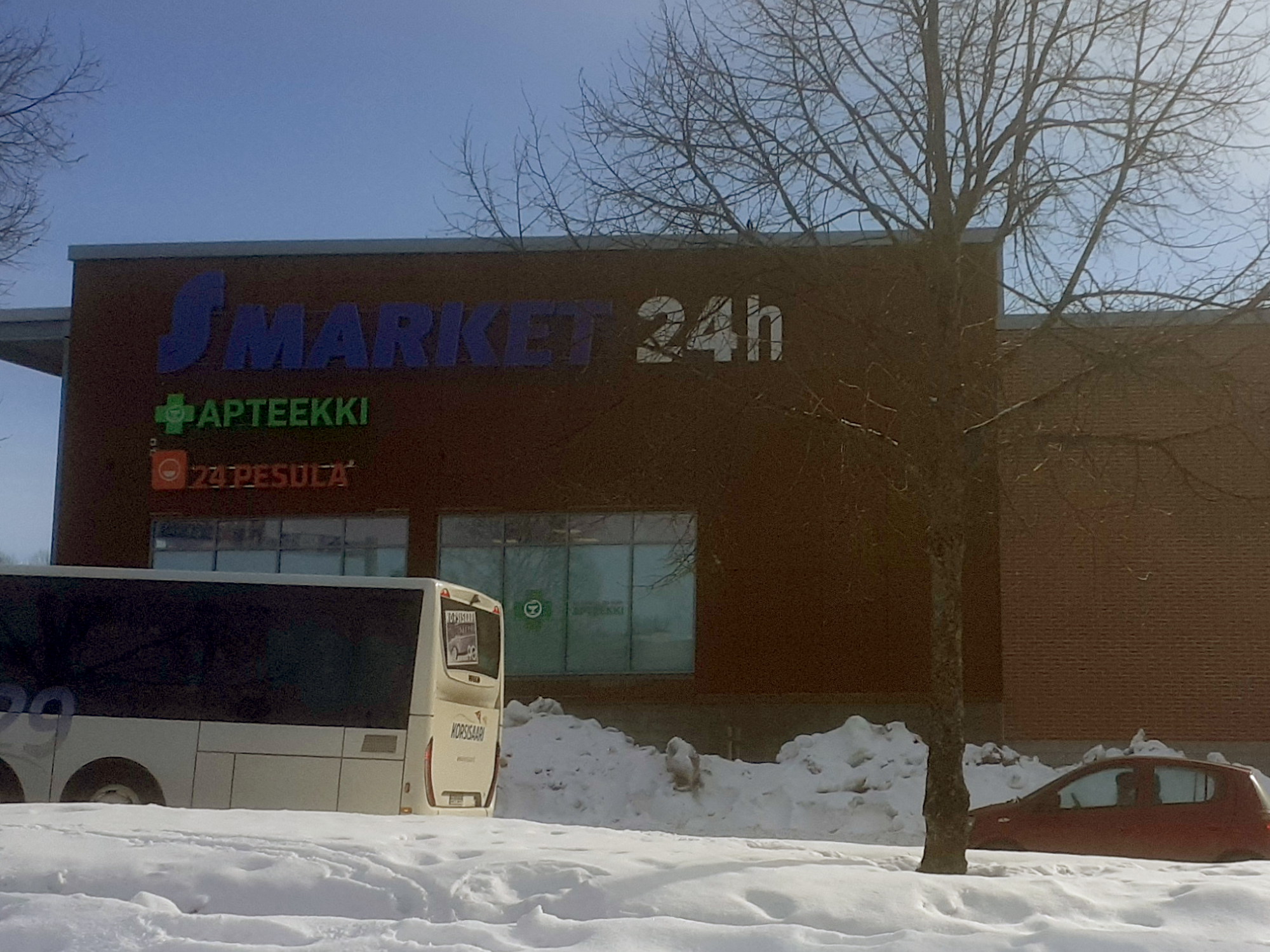
Negozio di alimenti S-Market aperto 24 ore su 24 a Klaukkala, in Finlandia

24 ore su 24 è una espressione che indica un tipo di servizio attivo ininterrottamente tutti i giorni della settimana.
Viene anche abbreviata con le sigle 24h su 24 o 24/24 ed è talvolta usata l'espressione mutuata dai parlanti la lingua inglese 24/7. Benché venga oggi molto usata dai media, l'espressione H24 (anche riportata con le grafie alternative h24 e H 24), che indica questo tipo di servizio, viene bocciata da Vittorio Poletti, linguista dell'Accademia della Crusca, stando al quale la lettera "H", che proviene dal latino hora (e non l'inglese hour), dovrebbe seguire e non precedere la cifra. Quando si parla di emittenti che trasmettono i loro programmi senza interruzioni ci si riferisce ad esse come non-stop.

## Storia
Secondo l'Oxford English Dictionary, il primo utilizzo di 24/7, che viene usato nei Paesi di lingua inglese, compare in un volume della rivista Sports Illustrated del 1983 e sarebbe stato coniato dal giocatore di pallacanestro Jerry Reynolds. Successivamente il termine 24/7 si è diffuso nel mondo degli affari ed è oggi di uso di comune.
I luoghi di lavoro sempre aperti sono stati accusati di limitare le scelte di vita e ostacolare la realizzazione personale dei dipendenti e sono state fatte delle richieste per rendere meno faticosi i loro ritmi lavorativi. Secondo il Guardian, l'orgoglio dilagante negli USA nei confronti dei servizi lavorativi sempre disponibili, esemplificati dalla formula "24/7", sarebbe degenerato in una forma di "ossessione collettiva".